# Seminário Presbiteriano do Norte
O Seminário Presbiteriano do Norte (SPN) é um seminário protestante presbiteriano com mais de 110 anos, situado na cidade de Recife (Pernambuco). A instituição de ensino superior é destinada a formação pastores e líderes da Igreja Presbiteriana do Brasil.

## História
Os missionários presbiterianos estadunidenses chegaram ao Brasil na segunda metade do Século XIX, dentre os quais destacam-se o Rev. Henry John McCall e o Rev. Dr. George William Butler, o médico amado. Naquela época, devido a Guerra de Secessão nos Estados Unidos da América, a Igreja Presbiteriana daquele país estava dividida entre Igreja Presbiteriana nos Estados Unidos da América - IPEUA (norte) e  Igreja Presbiteriana nos Estados Unidos - IPEU (sul). Esta divisão fez com as missões brasileiras se dividissem entre o norte–nordeste (IPEUA) e centro–sul (IPEU).
Na região Nordeste foi formado o Seminário Evangélico do Norte em 1899 que teria caráter interdenominacional protestante, todavia em 1903 o Presbitério de Pernambuco do Norte do Brasil o recebeu como órgão educacional. A partir de 1922 passou a administração do Sínodo região.
Em 1924 ele foi oficializado pela Assembleia Geral da Igreja Presbiteriana do Brasil. Porém apenas em 1948 a Comissão Executiva do Supremo Concílio da Igreja Presbiteriana do Brasil passou a considerá-lo órgão exclusivo da denominação e desde então passou a chamar-se Seminário Presbiteriano do Norte.

### Fases
Segundo a esquematização do Coordenador e Professor do Departamento de História da Igreja do Seminário Presbiteriano do Norte, o Reverendo Doutor José Roberto de Souza, a história do Seminário pode ser dividida em cinco fases: 1) da Idealização (1895-1899); 2) Embrionária (1899-1903); 3) Seminário Presbiteral (1903-1919); 4) Seminário Sinodal (1922-1948); 5) Exclusividade Denominacional (1948-atualidade).
Na primeira (ou Idealização), com o avanço do Evangelho em Pernambuco, e a conversão do jovem promissor Jerônimo Gueiros (futuro reverendo e influente presbiteriano nordestino, que influenciou, inclusive, o ex-presidente da República Café Filho), como outros, o Rev.  Butler entendeu ser necessária a criação de cursos para os novos membros. Na segunda fase (Embrionária), esteve à frente o Rev. Martinho de Oliveira, e contou com apenas dois alunos no início: Jerônimo Gueiros e João dos Santos. Dentre os dois, João abandonou o Evangelho, mas Jerônimo o abraçou com todas as forças. Posteriormente surgiram novos alunos. No entanto, Martinho de Oliveira falecera em 1903. Deste modo, na terceira fase (Seminário Presbiteral), assumiu o Seminário o Rev. George E. Henderlite, que afirmou: "Morreu Martinho, mas não morreu o Seminário!". Nesse período, Jerônimo Gueiros destacou-se. Na quarta fase (ou Seminário Sinodal), a Igreja Presbiteriana do Brasil, por meio da Assembleia Geral, "oficializou o Seminário do Norte como uma de suas instituições de educação teológica."
Na última fase (Exclusividade Denominacional), em 1948 o Seminário Evangélico do Norte passou a ser chamado de Seminário Presbiteriano do Norte, por meio da Mesa Executiva da Igreja Presbiteriana do Brasil. Até 2019, o Seminário havia formado 1.200 (mil e duzentos) alunos, tendo contado com 29 reitores e 25 capelães.

## Cursos
Atualmente o SPN oferece o curso de Bacharel em Teologia, de mestrado em Teologia, Especialização em Teologia Exegética do Antigo Testamento, além dos cursos: Ministerial de Teologia e Missão, Livre Abrangência, e Música Sacra.

## Alunos e ex-alunos
- Augustus Nicodemus Lopes (Vice-Presidente do Supremo Concílio da Igreja Presbiteriana do Brasil)[6][7]
- Paulo Roberto Batista Anglada (Instrutor da Faculdade Internacional de Teologia Reformada).[8]

## Professores e ex-professores
- Heinz Neumann (pastor alemão naturalizado brasileiro, da Igreja Presbiteriana do Brasil;
- João Dias de Araújo (fundador da Igreja Presbiteriana Unida do Brasil);
- Robinson Cavalcanti (ex-bispo da Diocese Anglicana de Recife).